# 格奧爾格 (薩克森王儲)
格奧爾格（德語：Georg von Sachsen，1893年1月15日—1943年5月14日），薩克森王儲，腓特烈·奧古斯特三世的長子。
第一次世界大戰期間，格奧爾格以上尉的身份指揮軍隊作戰。1915年，威廉二世授予格奧爾格鐵十字勳章。1917年，格奧爾格被提升為少校，指揮薩克森王室第五軍團。1918年德国十一月革命，父亲被废黜。
戰爭結束後，格奧爾格加入耶穌會並於1923年宣布放棄薩克森王位繼承權。格奧爾格曾批評納粹黨的反猶太主義，並協助猶太人逃離德國。
1943年，格奧爾格在大格利尼克湖游泳時因心臟病發去世，享年50歲。